# 2001 en Lorraine
Chronologie de la Lorraine
- 1997
- 1998
- 1999
- 2000
- 2001
- 2002
- 2003
- 2004
- 2005

Cette page est une liste d'événements qui se sont produits durant l'année 2001 en Lorraine.

## Événements

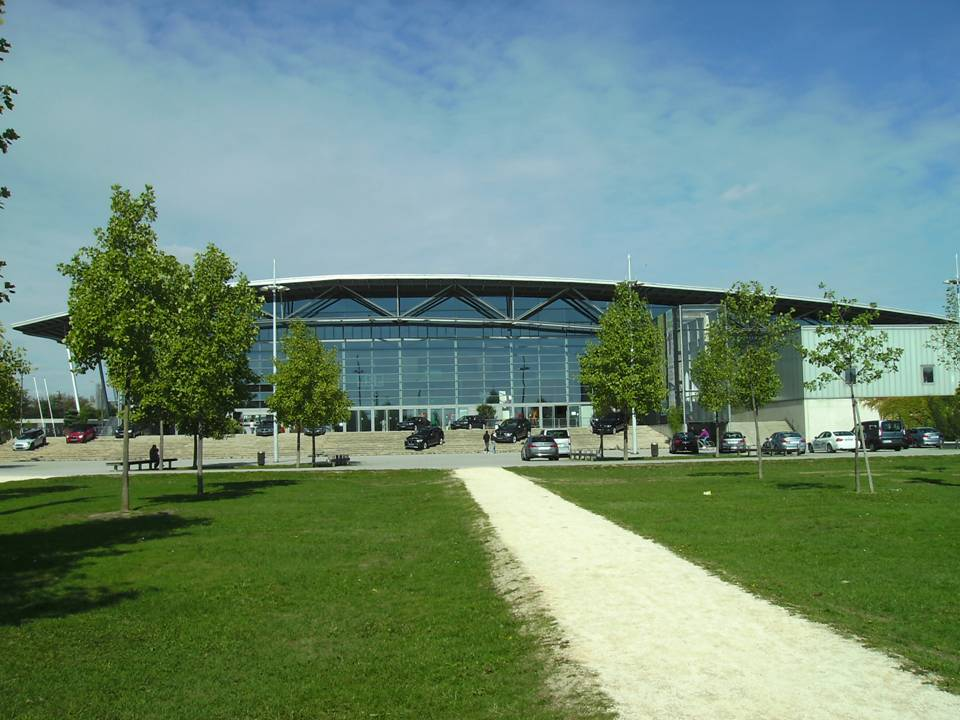
Les Arènes à Metz

- Le Crédit du Nord détient plus de 99 % du capital de la Banque Kolb et projette d'intégrer son réseau d’agences d’Alsace et de Moselle[1].
- Mise en service du palais omnisports Les Arènes à Metz[2].
- Tournage à Metz, Augny et Jouy-aux-Arches du film Le Bout des lèvres de Nicolas Birkenstock[3].

### Janvier

Logo de l'Académie Lorraine des Sciences

- 11 janvier :  l' Académie et Société lorraines des sciences change de nom lors de son assemblée générale. elle prend son nom actuel d'Académie lorraine des sciences.
- Le 29 janvier à 6 h, France Bleu Lorraine Nord commence à émettre ses propres programmes. Un mois plus tôt, la station messine commençait à diffuser des journaux durant la matinale. Radio France ayant décide de remplacer le programme de FIP Metz dans le cadre du Plan Bleu. La station rejoint le jeune réseau France Bleu qui fournit un programme commun national que reprennent les programmes locaux des stations en régions.

### Février
- 12 février : les TVR de Nancy sont en mis en exploitation commerciale le 12 février 2001 avec plus de deux mois de retard, notamment à cause de courts-circuits[4].

### Mars

Centrale nucléaire de Cattenom.

- Rupture des gaines de combustible à la centrale nucléaire de Cattenom. Des défauts d'étanchéité ont conduit à une augmentation de la radioactivité de l'eau du circuit primaire du réacteur no 3[5]. L'événement a été classé au niveau 1 de l'échelle INES.

### Avril
- 20 au 21 avril : 46ème Rallye de Lorraine remporté par Alain Vauthier et Gérard Petitjean sur une Ford Escort RS Cosworth[6].

### Juillet
- 22 juillet : Karine Schaaff, 16 ans, est violée et tuée par Stéphane Krauth, à Bitche, en Moselle[7].

### Août
- Katty Matern est élue reine de la mirabelle[8].

### Septembre

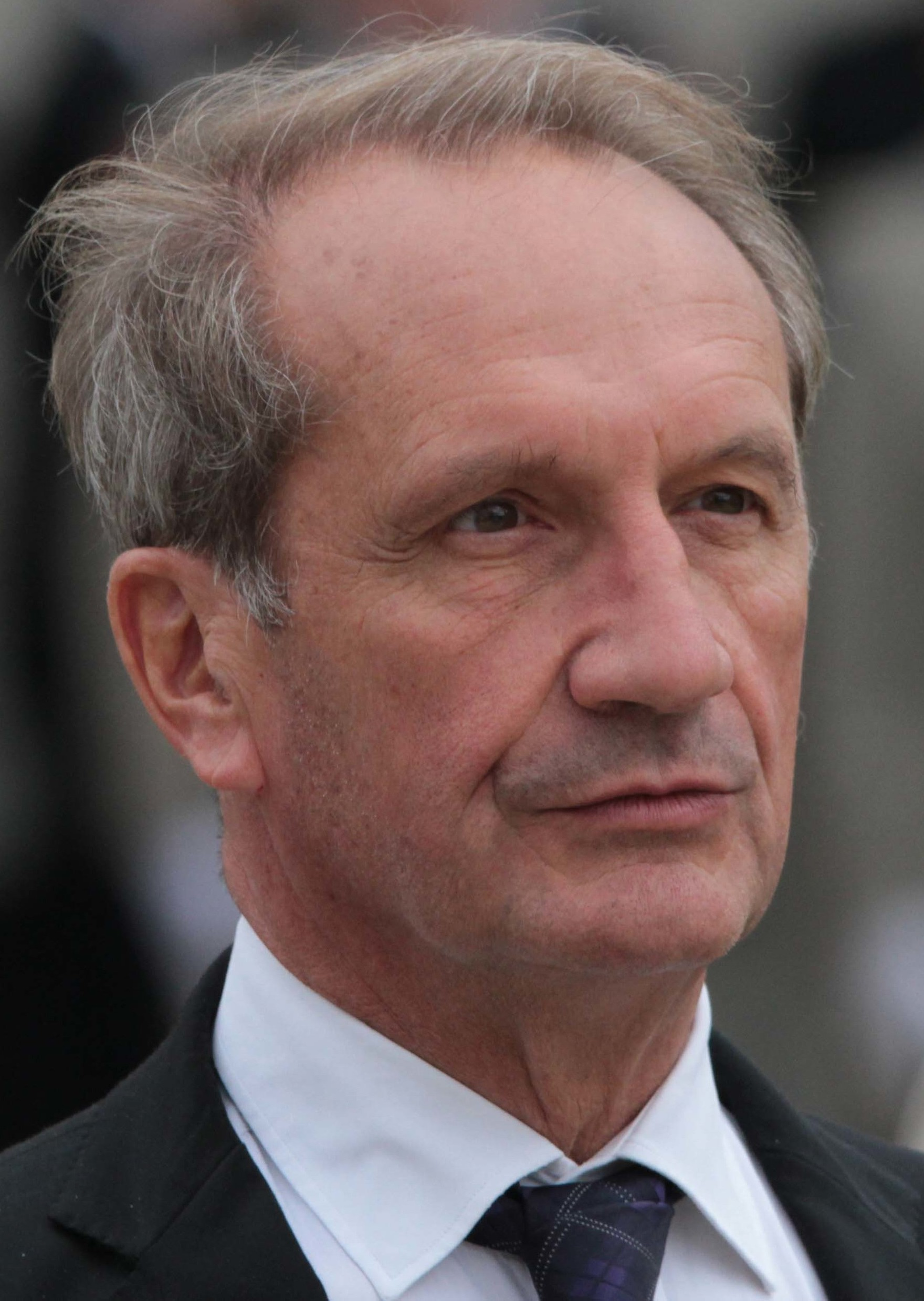
Gerard Longuet.

- 23 septembre, sont élus sénateurs de Meurthe-et-Moselle : Jacques Baudot; Évelyne Didier, membre du PCF; Philippe Nachbar et Daniel Reiner, appartenant au groupe socialiste du Sénat.
- 23 septembre, sont élus sénateur de la Meuse : Claude Biwer et Gérard Longuet.

### Octobre
- 4, 5, 6 et 7 octobre : Festival international de géographie, à Saint-Dié-des-Vosges, sur le thème : Géographie de l'innovation, de l'économique au technologique, du social au culturel.

### Novembre
- 15 novembre : des sinistrés victimes de l'effondrement de leurs maisons à la suite de l'ennoyage des mines manifestent à Paris[9].

### Décembre
- Cessation totale d'activité de Bata  à Bataville[10].
- De la fusion d'Usinor, Arbed et Aceralia naît Arcelor, premier groupe sidérurgiste mondial[10].
- 6 décembre : création de la communauté de communes du Badonvillois[11].

## Inscriptions ou classements aux titre des monuments historiques

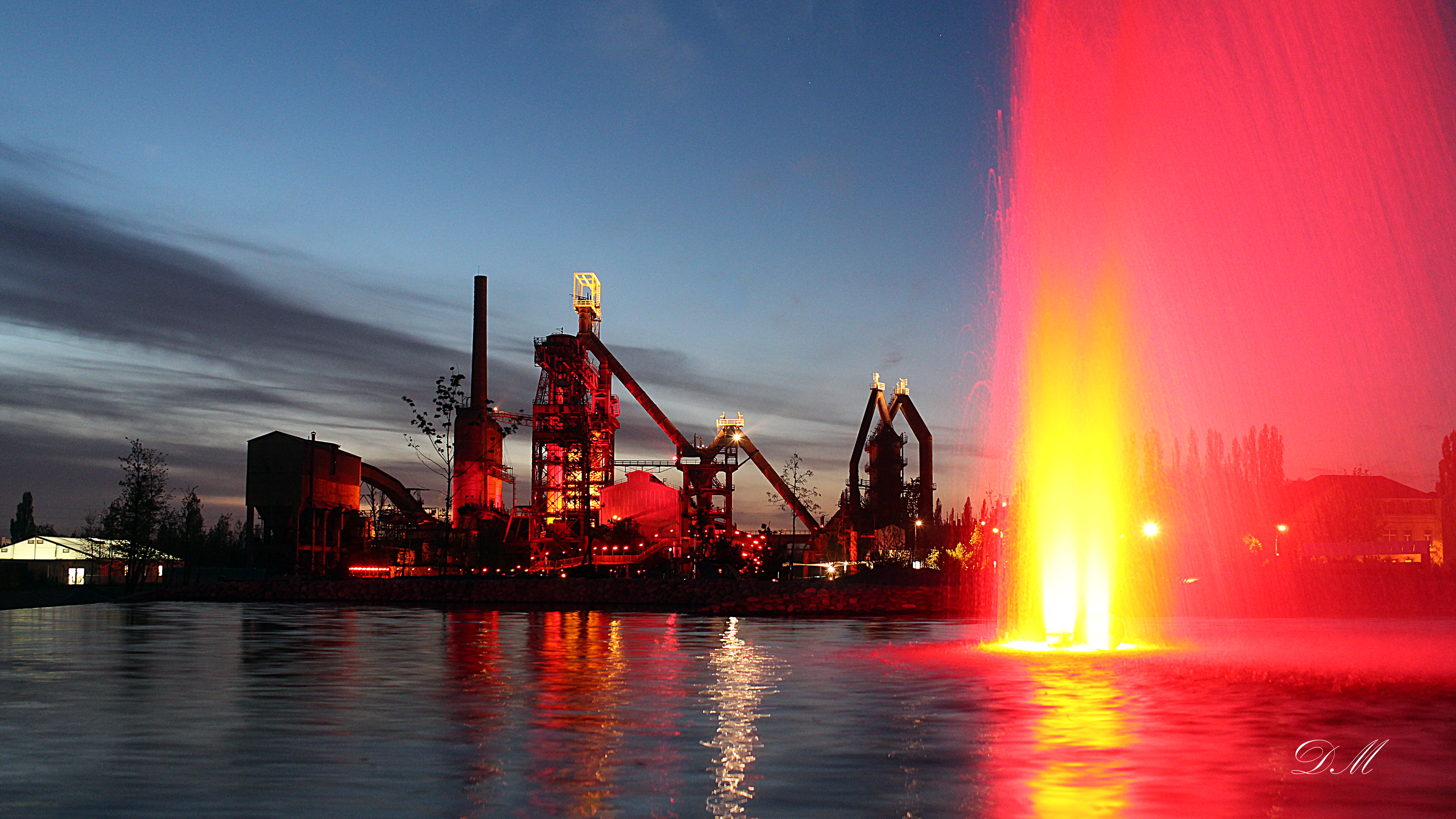
U4 la nuit (Usine d'Uckange).

- En Meurthe-et-Moselle : Église Sainte-Jeanne-d'Arc de Lunéville[12]
- En Moselle : Usine sidérurgique d'Uckange[13]
- Dans les Vosges : Bain des Capucins de Plombières-les-Bains[14], Bain Stanislas de Plombières-les-Bains[15], Bain Montaigne de Plombières-les-Bains[16], Bain national de Plombières-les-Bains[17], Bain romain de Plombières-les-Bains[18], Bain tempéré de Plombières-les-Bains[19], Thermes Napoléon[20], Mairie-halle de Vicherey[21].

## Naissances
- 7 janvier  à Thionville : Adrien Warion[22],  joueur français de rugby à XV. Il joue au poste de deuxième ligne au RC Toulon en Top 14.
- 17 avril à Forbach : Guillaume Dietsch, footballeur français qui joue au poste de gardien de but au FC Metz.
- 14 septembre : Marine Prieur, trampoliniste française.
- 29 novembre à Metz : Emma Jacques, handballeuse internationale française évoluant au poste d'arrière droite au Metz Handball, en Division 1.

## Décès
- 20 avril à Metz : Antoine Gorius, né le 21 décembre 1918 à Amnéville (alors en Alsace-Lorraine) , footballeur et entraîneur français.
- 22 mai à Metz : Paul Mirguet (né en 1911), homme politique français.
- 26 juillet  à Bousseviller : Laurent-Pierre Baden[23], footballeur français, né le 24 octobre 1934 à Walschbronn (Moselle) .
- 11 août  à Sarrebourg : Georges L'Hôte, né le 22 octobre 1911 à Foulcrey, en Lorraine annexée, auteur lorrain.
- 12 septembre à Nancy : Roger Boileau, né le 1er juin 1914 à Nancy (Meurthe-et-Moselle), homme politique français.
- 18 octobre à Colmey : Pierre de Boissonneaux de Chevigny, né le 3 juin 1914 à Colmey, homme politique français.
- 9 novembre à Golbey : Félix Vazemmes (de son vrai nom Moïse Charles Del), écrivain et érudit lorrain né le 8 mars 1914 .
- 26 novembre à Lay-Saint-Christophe : Daniel Sap, né le 16 septembre 1949 à Nancy, footballeur français. Il joue au poste de défenseur durant les années 1970.
- 23 décembre à Sarreguemines : Henri Hiegel, né le 25 octobre 1910 à Sarreguemines , historien français, spécialisé dans l’histoire du département de la Moselle, plus spécifiquement de l’est mosellan et du Westrich, ainsi que des territoires lorrains, sarrois et alsaciens proches.